# Lorentz
Lorentz, Lorenz, Lorens eller Lorents är ett mansnamn som är en tysk form av det latinska namnet Laurentius.
Namnet är relativt ovanligt i Sverige, speciellt som tilltalsnamn.
31 december 2005 fanns det totalt 1 411 personer i Sverige med namnet Lorentz eller Lorens, varav 248 med det som tilltalsnamn.
År 2003 fick 25 pojkar namnet, varav 2 fick det som tilltalsnamn.
År 2006 fick 56 pojkar namnet, varav 5 fick det som tilltalsnamn.
Det finns dessutom 114 personer som har Lorentz som efternamn. (SCB 31 december 2008)
Namnsdag: i Sverige den 15 januari (sedan 2001, dessförinnan sedan 1986 den 10 augusti). I den finlandssvenska namnsdagslängden har Lorentz namnsdag 10 augusti sedan 2005.

## Personer med namnet Lorentz (Lorens) som förnamn

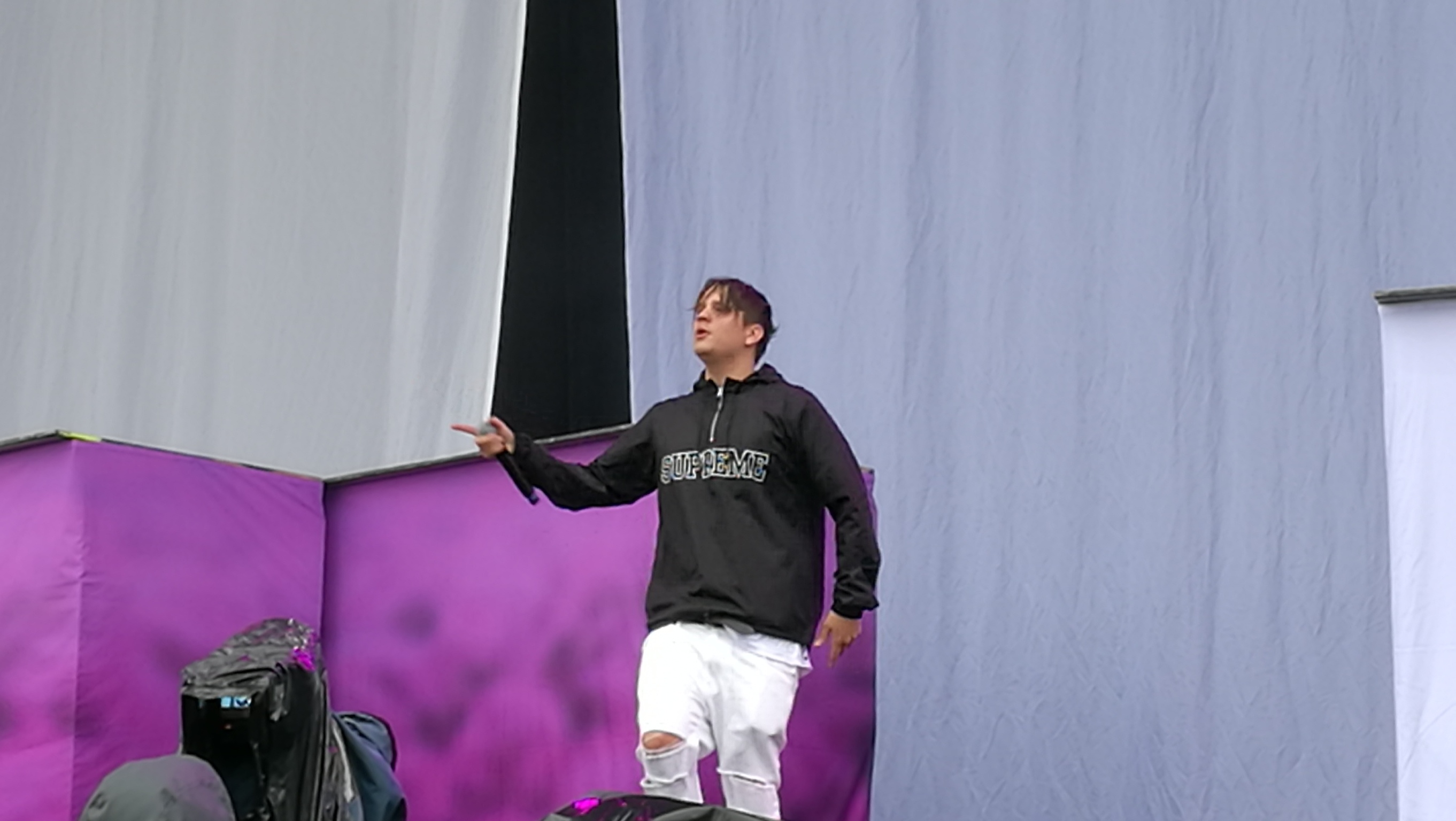
Lorentz i Lorentz & Sakarias, 2016.

- Lorentz Andersson, politiker (S), f.d. landshövding
- Lorentz (artist), rappare, ena halvan av hiphopduon Lorentz & Sakarias
- Lorentz Creutz d.ä. (1615–1676), amiral, riksråd
- Lorens Gottman (1708–1779), konstnär
- Lorens von der Linde (1610–1670), militär och riksråd
- Johan Lorentz Munthe, borgmästare
- Lorens Marmstedt, regissör och filmproducent
- Lorens Pasch d.y. (1733–1803), konstnär och professor
- Lorens Pasch d.ä. (1702–1766), konstnär
- Lorents Petersson (1849–1930), präst och politiker
- Nils Lorens Sjöberg, ledamot i Svenska Akademien
- Lorentz Springer (1635–1690), psalmförfattare
- Lorentz Thyholt, norsk skådespelare

## Personer med namnet Lorentz (Lorens) som efternamn
- Anna Lorentz, författare
- Hendrik Lorentz, nederländsk fysiker och nobelpristagare
- Konrad Lorenz, österrikisk zoolog och etolog, nobelpristagare
- Ludvig Lorenz, dansk fysiker och matematiker
- Max Lorentz, artist, musiker, låtskrivare, producent
- Yngve Lorents, samtidshistoriker, utrikespolitisk kommentator, redaktör